# Буонамичи, Карло
Карло Буонамичи (итал. Carlo Buonamici; 20 июня 1875, Флоренция — 30 сентября 1920, Фармингтон, штат Коннектикут) — американский пианист итальянского происхождения.

## Биография
Учился у своего отца, затем в 1891—1894 годы в Вюрцбургской консерватории у Хендрика ван Зейла. В 1895—1896 годы проходил обязательную службу в итальянской армии, после чего эмигрировал в США и обосновался в Бостоне.
С 1898 г. и до конца жизни вместе с Феликсом Фоксом возглавлял Школу фортепианной игры (англ. Fox-Buonamici School of Pianoforte Playing).
В том же 1898 г. впервые выступил в Бостоне с концертом. Несколько раз выступал как солист с Бостонским симфоническим оркестром, в том числе с первым в Бостоне и одним из первых в США исполнением первого концерта Сергея Рахманинова (1904). Выступал также с Бостонским симфоническим квартетом и квартетом Кнайзеля.
В 1908 году совершил гастрольное турне по Европе.
Среди учеников Буонамичи Джон Адамс Уорнер.
Сын Джузеппе Буонамичи.